# Jailbreak Academy
Jailbreak Academy var ett svenskt rockband som bildades 2009.

## Historia
Jailbreak Academy bildades 2009 ur resterna av ett lokalt rockband från Avesta i Dalarna, "The Bonedivers". Några av låtarna ärvdes och skrevs om för att passa Jailbreak Academys sound. Bandet själva säger att "de spelar kaos rock vilket i stora drag är en blandning av punk, rock n'roll och tyngre rock som måste upplevas live". I augusti 2010 skrev Jailbreak Academy kontrakt med management-bolaget NM Management, för att sedan under oktober 2010 påbörja inspelningen av skivan Chaos Is King. Skivan släpptes 26 april 2011. I mars 2011 skrev Jailbreak Academy kontrakt med klädföretaget Once a Star, Always a Legend.
Bandet upplöstes 2013.

## Priser och utmärkelser
2011 blev Jailbreak Academy nominerade som Årets genombrott vid Rockbjörnen.

## Medlemmar
- Niklas Franzén – sång, gitarr
- Emil Lantz – trummor, körsång
- Daniel Sandelin – gitarr, körsång
- Tubbe – basgitarr, körsång

## Diskografi
Studioalbum
- 2011 – Chaos Is King
- 2013 – Anthem for the Underground